# 黒い翼
『黒い翼』（くろいつばさ）は、横溝正史の短編推理小説。「金田一耕助シリーズ」の一つ。『小説春秋』1956年2月号に掲載された短編作品。
本作は『毒の矢』に引き続いて発表された作品である。掲載誌は異なるものの、『毒の矢』の姉妹編とされ、角川文庫『毒の矢』でも、表題作と本作がカップリングされている。
『毒の矢』が中傷の手紙を主題としていたのに対し、本作は不特定多数へのチェーンレターがテーマとなっている。

## あらすじ
緑ヶ丘住宅街を騒がせた「毒の矢」事件後の1956年（昭和31年）、世間では「黒い翼」と呼ばれる不幸の手紙が流行していた。手紙の内容は、この手紙を同じ文面で7人の相手に出さなければ恐ろしい秘密が暴露し、ひいては流血の惨事が起きるというもので、真っ黒に塗りつぶした葉書に鉛筆書きされていた。
1年近く前に自身の誕生日パーティーの席上で服毒死した映画スター藤田蓉子の跡を継ぐ形で人気映画女優に登りつめ、緑ヶ丘の蓉子の邸宅を購入して引っ越してきた原緋紗子にも、多くの「黒い翼」が届いていた。有名人であるがゆえに、「黒い翼」の届け先として葉書を出しやすく、緋紗子に限らず芸能界の人気者は被害甚大であった。しかし、緋紗子の神経質なほどの「黒い翼」の恐れようは、傍目にも分かるほどであった。蓉子の臨終に立ち会ったのが、緋紗子と彼女のマネージメント役である新聞記者の梶原修二、蓉子の主治医の小泉省吾の3人だけであったため、蓉子の最期について暴露されたくない秘密を握っているのだと、蓉子の元マネージャーの土屋順造は告発する。
蓉子の死は砒素系の化合物の服毒によるものであるが、砒素剤を購入したのは蓉子自身で、一応自殺として決着はついているものの、1年近く経った現在も多くの謎が解明されていない。さらに、蓉子に出産の経験があることが死後に判明している。相手は蓉子が戦前から戦争中にかけて浅草のレビュー劇場の踊り子時代に同棲していた田口健吉という、戦争中に詐欺横領罪で投獄され獄中死した楽士と思われている。子どもが生きていればかぞえ年で12歳になるはずであるが、その生死・行方が不明である。また、蓉子は莫大な収入を得ていたにもかかわらず、ほとんど貯えもなく緑ヶ丘の邸宅も抵当に入っていたことも謎とされていた。そのため、里子に出した子どもの里親から恐喝されていたのではないか、あるいは嬰児殺しの証拠を握る者に恐喝されていたのではないか、などとの憶測も囁かれていた。
これらの事情を金田一耕助は、緋紗子の緑ヶ丘への引っ越し祝いに、映画監督の石川賢三郎に「毒の矢」事件解決による「緑ヶ丘の恩人」として伴われて、元は蓉子の邸宅であった家に訪れた際に説明されたのであった。そして、蓉子の一周忌に、彼女への供養も兼ねて「黒い翼」をまとめて焼いてしまって引導を渡してやろうとの梶原の発案に、いの一番に賛同した。
この企画の新聞紙上での発表後、新聞社に多数の「黒い翼」が送られ、一周忌当日は緋紗子の家に大勢のマスコミが訪れる中、「黒い翼」が次々と燃え盛る焔の中に投げ込まれ、イベントは盛大に執り行われた。そして、イベント終了後の慰労パーティーに、1年前の蓉子の誕生日パーティーの参加者、緋紗子と蓉子の妹の貞子、石川と梶原と土屋、人気俳優の三原達郎と三枚目女優の丹羽はるみ、蓉子の元主治医の小泉の8名に加え、金田一が参加する中、再び凶行が起こった。小泉と土屋が、蓉子と同じ砒素系の化合物により毒殺されたのであった。
大混乱の中、緑ヶ丘署から橘署長と島田警部補が到着、金田一と協議し、蓉子の臨終の際の彼女の告白を、緋紗子と梶原から聞くことにする。2人が語るには、蓉子の死は自殺ではあったが、あの場にいた誰かを殺害する計画のところ、急に罪業感に襲われ毒を入れたグラスを自分であおったもので、殺害動機は、搾り取るだけ搾り取られて、なおこれ以上搾り取ろうとする恐喝者に対し、自制心を失ってしまったのだということであった。ただし、恐喝者の名も恐喝原因も聞かされなかったという。そして、蓉子がグラスを自分であおったのは、恐喝者ではなく石川が毒の入ったグラスを手にしたため、自分でそのグラスをあおらざるを得なくなったのではないかと思うと付け加える。
さらに梶原は、小泉と土屋が死んだのは自分のせいだという。緋紗子と梶原に差し出されたグラスに短い髪の毛が浮かんでいたため、それが毒入りの目印だとは知らずに、気持ち悪いからという理由で小泉と土屋のグラスとすりかえたのだという。そして、グラスを差し出した者が誰かという問いには金田一が分かっていると思うと述べ、それを受けた金田一が貞子だと指摘する。動機については、自分と緋紗子が蓉子を殺したのだと思い込んでいたのだろうと梶原は述べる。
捜査員たちが貞子を探す中、ひとりの刑事が小泉の内ポケットから、緋紗子が蓉子の臨終の際に、形見として受け取ったロケットが入っていたと差し出した。それを聞いた金田一がロケットを開くと蓉子の写真が入っていたが、二重底に気づく。そして、二重底のなかの赤ん坊の写真と手形を捺した薄葉紙、そこに記された「この児を捨てるにあたって」という文章から、これが恐喝原因で、恐喝者はロケットを盗んだ小泉だと指摘する。緋紗子と梶原は、臨終の際に蓉子が恐喝者の名を明かせなかったのは、その場に小泉がいたからだと思い至る。

## 登場人物
金田一耕助（きんだいち こうすけ）
私立探偵。
原緋紗子（はら ひさこ）
人気女優。亡き親友の藤田蓉子の邸を購入。
藤田蓉子（ふじた ようこ）
1年前に不可解な死を遂げた人気女優。
藤田貞子（ふじた さだこ）
蓉子の妹。緋紗子の秘書。
石川賢三郎（いしかわ けんざぶろう）
東亜映画の映画監督。
三原達郎（みはら たつろう）
東亜映画の人気俳優。
丹羽はるみ（にわ はるみ）
東亜映画の三枚目女優。
梶原修二（かじわら しゅうじ）
新聞記者。緋沙子のマネージメントを担当している。
土屋順造（つちや じゅんぞう）
蓉子の元マネージャー。
小泉省吾（こいずみ しょうご）
緑ヶ丘の開業医。蓉子の主治医だった。
田口健吉（たぐち けんきち）
昭和18、19年ごろ蓉子と同棲していた楽士。詐欺横領罪で投獄され、獄中死した。
春日恭子（かすが きょうこ）
原邸（元藤田邸）の隣家に住む弁護士の娘。蓉子と仲が良かった。
橘署長
緑ヶ丘署の署長。
島田警部補
緑ヶ丘署の捜査主任。
佐々木医師
緑ヶ丘病院の医師。検死を担当。

## 収録書籍
- 『毒の矢（新装版）』（1997年、春陽文庫、ISBN 978-4-394-39519-5）
「毒の矢」「蝙蝠と蛞蝓」「黒い翼」を収録。
- 『毒の矢』（2022年、角川文庫、ISBN 978-4-04-112603-5）
「毒の矢」「黒い翼」を収録。